# Mutaz Ibrahim
Mutaz Ibrahim, auch Ibrahim Mutaz (* 7. März 1990), ist ein libyscher Fußballschiedsrichter.
Seit 2019 steht er auf der Liste der FIFA-Schiedsrichter und leitet internationale Fußballspiele, unter anderem in der CAF Champions League. Am 27. September 2024 pfiff er den CAF Super Cup 2024 zwischen al Ahly SC und Zamalek SC (1:1, 3:4 i. E.).
Bei der U-17-Weltmeisterschaft 2023 in Indonesien leitete Ibrahim zwei Gruppenspiele. Beim Afrika-Cup 2024 in der Elfenbeinküste leitete Ibrahim vier Spiele, darunter zwei Gruppenspiele, ein Achtelfinale und das Halbfinale zwischen der Elfenbeinküste und der DR Kongo (1:0).
Darüber hinaus war bzw. ist er Schiedsrichter bei der U-20-Afrikameisterschaft 2021 in Mauretanien, in der afrikanischen WM-Qualifikation für die Weltmeisterschaften 2022 und 2026 sowie bei diversen weiteren Qualifikations- und Freundschaftsspielen.